# Nicklas Östergren
Nicklas Östergren, född 8 november 1964, blev sångare i gruppen Noice 1982 efter Hasse Carlssons avhopp. Han medverkar på bandets sista studioalbum, Europa, utgivet i oktober 1982. Under 1981 jobbade han som fotograf åt bandet.
Innan det hade han följt med Noice som fotograf för att göra en film om bandet. Östergren har även gjort filmer för andra artister, till exempel Niels Jensen. Före och efter Noice var Östergren med i musikgruppen AHA som bland annat gav ut singeln "Whiskey".
Efter musikkarriären har Östergren ägnat sig åt att förse film och TV med autentiska uniformer. Östergren grundade Uniformsmuseet i Klagstorp 2019.